# Einmalvalutierungserklärung
Die Einmalvalutierungserklärung ist im Grundbuchrecht bei Grundschulden und Sicherungsgrundschulden die schuldrechtliche Erklärung eines Grundschuldgläubigers gegenüber einem nachrangigen oder gleichrangigen Grundschuldgläubiger, dass die vorrangige/gleichrangige Grundschuld nur als Kreditsicherheit eines bestimmten Darlehens genutzt wird und eine Revalutierung von frei gewordenen Grundschuldteilen nicht ohne vorherige Zustimmung des nachrangigen oder gleichrangigen Grundschuldgläubigers erfolgen darf.

## Allgemeines
Einmalvalutierungserklärungen kommen nur vor, wenn in Abteilung III eines Grundbuchs mindestens zwei Grundschulden oder Sicherungsgrundschulden für verschiedene Grundschuldgläubiger eingetragen sind. Dabei ist zu berücksichtigen, dass Grundschulden als nicht-akzessorische Grundpfandrechte von Bestand und Höhe des Darlehens völlig unabhängig sind, deshalb durch Tilgung des Darlehens Grundschuldteile frei werden und dennoch dem Grundschuldgläubiger als Sicherheit dienen können. Wegen der Verbesserung seines Kreditrisikos (gemessen am Beleihungsauslauf) hat der nachrangige oder gleichrangige Grundschuldgläubiger ein Interesse daran, dass der vorrangige oder gleichrangige Grundschuldgläubiger die bei ihm durch Tilgungen frei werdenden Grundschuldteile nicht durch Sicherungsvertrag mit dem Sicherungsgeber als Kreditsicherheit für andere Kredite verwendet oder das Darlehen revalutiert, sondern freigibt. Dadurch verbessert sich das Kreditrisiko des nachrangigen Grundschuldgläubigers um die freien Grundschuldteile. Es ist banküblich, dass Kreditgeber vorrangige oder gleichrangige Grundschulden nur akzeptieren, wenn die vorrangig oder gleichrangig abgesicherte Bank eine Einmalvalutierungserklärung abgibt.
Trotz des mit einer Nachrangfinanzierung verbundenen höheren Risikos sind insbesondere Öffentlich-rechtliche Förderbanken bereit, nachrangige, öffentlich geförderte und daher zinsgünstige Darlehen zu gewähren. Hierbei wird gefordert, dass der Gläubiger der vorrangigen Grundschuld eine Einmalvalutierungserklärung abgibt.

## Inhalt
Die Einmalvalutierungserklärung hat ihren Namen von der in ihr vereinbarten einmaligen Auszahlung („Valutierung“) eines Kredits, der nach zwischenzeitlicher teilweiser oder ganzer Tilgung nicht mehr erneut gegen die bestehende Grundschuldsicherheit ausgezahlt („revalutiert“) oder durch andere Kredite besichert werden soll. Der vorrangige oder gleichrangige Grundschuldgläubiger verpflichtet sich in der Einmalvalutierungserklärung, die als seine Kreditsicherheit dienende Grundschuld nur für das mit ihr ursprünglich gesicherte Darlehen (Objektfinanzierung) in Anspruch zu nehmen (Zweckbindung). Er kann sich außerdem verpflichten, mit den frei werdenden Grundschuldteilen nach dem Wunsch des nachrangigen Grundschuldgläubigers zu verfahren, der wahlweise eine (Teil-)Löschungsbewilligung oder Teilabtretung an sich verlangen kann. Zudem kann darin vereinbart werden, dass die Änderungen von Sicherungsabreden sowie die Zustimmung des Grundstückseigentümers erforderlich sind.

## Andere Sicherungsmöglichkeiten für den nachrangigen Grundschuldgläubiger
Neben der Einmalvalutierungserklärung besteht auch die Möglichkeit, eine Höchstbetragserklärung abzugeben. Hiermit kann sich der vorrangige Grundschuldgläubiger verpflichten, die Grundschuld nicht zum Nachteil des nachrangigen Grundschuldgläubigers über einen bestimmten Höchstbetrag hinaus für einen bestimmten Zeitraum geltend zu machen. Eine ähnliche Funktion wie die Einmalvalutierungserklärung hat die Abtretung der Rückgewähransprüche. Adressat des nachrangigen Grundschuldgläubigers ist hierbei jedoch nicht der vorrangige Grundschuldgläubiger, sondern der Grundstückseigentümer. Diesen Anspruch kann sich der nachrangige Grundbuchgläubiger abtreten lassen.